# The First Scene
The First Scene est le 1er EP coréen de l'artiste sud-coréenne Yuri membre du groupe féminin Girls' Generation. Il est disponible en téléchargement depuis le 4 octobre 2018 et en vente physique le même jour par SM Entertainment. Cet album contient 6 pistes dont le titre phare Into You (빠져가).

## Promotion
Yuri commence sa promotion à travers l'émission Weekly Idol un jour avant la sortie officielle de son EP. Puis le jour-j elle fait un showcase diffusé en direct sur VLive. Ensuite, elle continuera à participer dans les émissions musicales comme Music Bank ou encore Inkigayo.

## Pistes
| No | Titre                           | Auteur                                               | Musique                                                                        | Durée |
| -- | ------------------------------- | ---------------------------------------------------- | ------------------------------------------------------------------------------ | ----- |
| 1. | Into You (빠져가)               | Jam Factory                                          | Jihad Rahmouni, Léon Paul Palmen                                               |       |
| 2. | 꿈 (Illusion)                   | Jam Factory                                          | Dakarai Gwitira, Tyler Shamy, Trevor Klaiman, Kaitlyn Olson                    |       |
| 3. | C'est La Vie! (That's LIFE!)    | danke (lalala studio), Kim Tae-Hyeon (lalala studio) | Curtis Richardson, Adien Lewis, Ruby Prophet, Emmanel Freeman, Giovanny Hooper |       |
| 4. | Butterfly                       | Seo Ji-Eum                                           | Daniel "Obi" Klein, Charlie Taft, Andreas Oberg                                |       |
| 5. | Chapter 2                       | Jo Yoon Kyung                                        | Mick Lee, Jeppe Reil, Thomas Reil, Freya Goddard, Ryan S. Jhun                 |       |
| 6. | Ending Credit (To be continued) | Lee Seu Ran                                          | Maria Marcus, Laila Samuelsen                                                  |       |

## Historique de publication
| Régions      | Date           | Format                 | Label            |
| ------------ | -------------- | ---------------------- | ---------------- |
| Mondial      | 4 octobre 2018 | Téléchargement digital | SM Entertainment |
| Corée du Sud | 4 octobre 2018 | CD                     | SM Entertainment |